# LSD
Díetílamíd lizêrgične kislíne (pogosto imenovan lizergíd, LSD, LSD-25 ali acid [êsid]) je polsintetični psihedelik. Sintetizirajo ga iz lizergične kisline, derivata sneti škrlatnordeča glavnica (Claviceps purpurea). Kratka oblika LSD izvira iz prvotnega kodnega imena LSD-25, kar je kratica za nemški izraz »Lysergsäure-diethylamid« z dodano zaporedno številko.
LSD je, posebno v raztopini, občutljiv na kisik, ultravijolično svetlobo in klor. Pri nizki temperaturi in zaščiten pred svetlobo ter vlago pa lahko svojo moč ohrani številna leta. V čisti obliki je brez barve, brez vonja in brez okusa. Navadno se jemlje oralno s substratom kot je absorpcijski papir, kocka sladkorja ali želatina. V tekoči obliki ga lahko apliciramo intramuskularno ali intravensko. Pražna doza za učinek na človeka je med 15 in 20 µg (mikrogrami).
Po odkritju v Laboratorijih Sandoz je veljal za zelo obetavno terapevtsko učinkovino s številnimi možnostmi uporabe. Zunajmedicinska uporaba snovi na Zahodu v sredini dvajsetega stoletja pa je povzročila politični vihar, ki je privedel do prepovedi njene uporabe ne samo v rekreacijske in duhovne, temveč tudi medicinske namene. Kljub temu v nekaterih intelektualnih krogih še vedno velja za obetavno zdravilo in se za ponovno uporabo snovi v medicinske namene zavzemajo številne organizacije, npr. MAPS, Heffterjev raziskovalni inštitut in Fundacija Alberta Hofmanna.
Uporaba LSD-ja v namene "samoizboljšave" in duhovnosti pa je v velikem narastu od leta 2010 naprej.

## Zgodovina
LSD je prvič sintetiziral švicarski kemik Albert Hofmann 7. aprila 1938 v okviru raziskovalnega programa iskanja terapevtsko uporabnih ergotnih alkaloidnih derivatov v Laboratorijih Sandoz v Baslu. Psihedelične lastnosti snovi so ostale nepoznane še 5 let, dokler je ni Hofmann zaradi »nenavadne slutnje« znova začel raziskovati. Do odkritja psihoaktivnih vplivov spojine je prišlo, ko se mu je skozi kožo drobna količina snovi 16. aprila naključno absorbirala, kar ga je navedlo, da je na sebi 19. aprila, na t. i. dan kolesa testiral še večjo količino, ki naj bi znašala okoli 250 mikrogramov.
Do leta 1966 so Laboratoriji Sandoz znanstvenikom nudili LSD in psilocibin zastonj pod trgovskim imenom »Delysid«. Uporaba spojin v psihiatriji za boljši vpogled v shizofrenično doživljanje je bila široko sprejeta praksa. Izvedeni so bili številni in na splošno zelo uspešni klinični preizkusi mogoče uporabe LSD v psihedelični psihoterapiji.

## Kemija
LSD je derivat ergolina. Navadno ga proizvajajo v reakciji dietilamina z aktivirano obliko lizergične kisline. Aktivatorji so fosforilklorid in peptidni sklopitveni reagenti. Lizergična kislina nastane z alkalno hidrolizo lizergamidov, kot sta derivat rženega rožička ergotamin ali ergin, ki ga najdemo v semenih vinikovke Argyrea nervosa in okrasnega slaka Ipomoea tricolor. LSD je kiralna spojina z dvema stereocentroma na ogljikovih atomih C-5 in C-8, kar teoretično omogoča štiri različne optične izomere LSD. LSD, imenovan tudi (+)-D-LSD, ima absolutno konfiguracijo (5R,8R). C-5-izomeri lizergamidov v naravi ne obstajajo in tudi ne nastanejo pri sintezi iz D-lizergične kisline. Vendar pa se LSD in izo-LSD, oba C-8-izomera, v prisotnosti baz medsebojno hitro pretvarjata. Nepsihoaktivni izo-LSD, ki nastane med sintezo, se lahko odstrani s kromatografijo in izomerizira v LSD.

## Učinki
Halucinogena droga LSD se uživa peroralno na različne načine: prek pivnikov z različnimi grafičnimi motivi, prepojenimi sladkornimi kockami itd.
Ena glavnih značilnosti LSD-ja je močno učinkovanje v izredno majhnih odmerkih. Učinkovati začne pol ure po zaužitju, učinki trajajo osem do dvanajst ur.

### Psihološki učinki
Halucinogeni vplivajo na delovanje človekovih možganov, in sicer tako, da zabrišejo meje med osebo in stvarnostjo. Glavni pokazatelji tega procesa so:
- spremembe zaznavanja, vključno s samopodobo,
- zaznavna preobčutljivost (hipersenzibilnost),
- popačeno doživljanje časa in prostora,
- halucinacije, ki se najpogosteje izražajo s premikajočimi se vzorci po vseh površinah. Vzorci so po naravi simetrični in zrcalni, pogosto spominjajo na poslikave starodavnih kultur.
- spontani telesni občutki
- zehanje, zaradi napetosti čeljustnih mišic
- evforija,
- zmedenost,
- klepetavost,
- hiperaktivnost
- mistična izkušnja.
- sinestezija

### Fiziološki učinki
Po zaužitju uporabnik doživi:
- pospešeno bitje srca,
- povišano telesno temperaturo,
- povišan krvni tlak,
- razširjene zenice,
- izgubo motorične koordinacije

#### Vizualni učinki
- vzorci
- povečave
- popačenje vidnega polja
- drsenje
- zaostajanje slike
- rekurzija
- zmotno dojemanje globine
- večja izrazitost barv

#### Slušni učinki
- povečanje občutljivosti na zvok
- popačenje zvokov

- minimalne auditorne halucinacije

Transosebni učinki
- eksistencialno razmišljanje in dojemanje samega sebe
- povečanje spiritualnosti
- enotnost in medsebojna povezanost

## Tveganja

### Na psihološki ravni
Najnevarnejše posledice uživanja LSD-ja so lahko:
- panične reakcije (po prividih groze in tesnobe, v žargonu 'bad trip'),
- psihotične reakcije,
- spontana ponovna doživetja halucinogene izkušnje ob uživanju drugih psihoaktivnih substanc (npr. konoplja)

### Na telesni ravni
LSD ne povzroča fizične odvisnosti. Zaradi posamičnih primerov uporabe ni dokazov o fizičnih poškodbah, na psihološkem področju pa je velika verjetnost stranskih učinkov.